# Whoniverse
Whoniverse é o outro nome dado ao cenário fictício da série de ficção científica da BBC Doctor Who, Torchwood, e The Sarah Jane Adventures, bem como outros meios. A palavra, uma palavra-valise das palavras "Who" (português: "Quem") e "Universe" (português: " Universo"), também tem sido usado para descrever produção e fãs.
O termo é usado para conectar-se personagens, ideias ou itens que são vistos através de múltiplas produções, como Sarah Jane Smith de Doctor Who, K-9 and Company (1981) e The Sarah Jane Adventures (2007-2011), Jack Harkness de Doctor Who e Torchwood, bem como K-9 de Doctor Who, K-9 and Company, The Sarah Jane Adventures, e K-9.[carece de fontes?]
Ao contrário dos proprietários de outras franquias da ficção científica, a BBC não toma posição sobre cânone, e os produtores recentes do show expressaram aversão à ideia. O termo começou recentemente a aparecer na corrente principal cobertura da imprensa após o sucesso popular do retorno pós-hiato de Doctor Who em 2005.

## Características
O Whoniverse deu origem a uma grande variedade de formas de vida, incluindo os Senhores do Tempo, os Daleks, e aos Cybermens, também como os Sontarans, Silurians,  Ice Warriors, e os Weeping Angels, que apareceram em vários episódios.